# Abhängigkeit (Medizin)
Abhängigkeit, auch Sucht, bezeichnet das unabweisbare Verlangen nach einem bestimmten Erlebniszustand. Diesem Verlangen werden die Kräfte des Verstandes untergeordnet. In der Folge können die freie Entfaltung einer Persönlichkeit und die sozialen Chancen eines Individuums beeinträchtigt werden. In zahlreichen offiziellen und inoffiziellen Einrichtungen wird der Begriff „Sucht“ in einer bestimmten Bedeutung verwendet.

## Formen
In den Fachgebieten Psychologie und Psychiatrie werden verschiedene Formen von Abhängigkeit beschrieben:
- Substanzgebundene Abhängigkeit (stoffliche Abhängigkeit), z. B.:[3]
  - Schädlicher Gebrauch von Benzodiazepinen,
  - Schädlicher Gebrauch von Schmerzmitteln,
  - Schädlicher Gebrauch von Psychostimulanzien,
  - Schädlicher Gebrauch sonstiger Rauschmittel (Alkohol, illegale Drogen) mit starker körperlicher Toleranzentwicklung,
- Substanzungebundene Abhängigkeit (nichtstoffliche Abhängigkeit), z. B.:
  - Glücksspielsucht
  - Internetabhängigkeit[4]
  - Kaufsucht
  - Pornographiesucht
  - Abhängigkeit von sozialen Netzwerken[5]
- Co-Abhängigkeit, wenn Tun oder Unterlassen von Bezugspersonen die substanzgebundene Abhängigkeit einer Person stärkt.

## Suchtmedizin
Die Suchtmedizin ist ein Fachbereich der Psychiatrie. Sie befasst sich mit der Vorbeugung, Erkennung, Behandlung und Rehabilitation von Krankheitsbildern im Zusammenhang mit dem schädlichen Gebrauch psychotroper Substanzen und substanzungebundener Abhängigkeit.
Forschungsschwerpunkte der Suchtmedizin sind
- die Identifizierung neurobiologischer und psychosozialer Faktoren, die für die Entwicklung von Abhängigkeitserkrankungen und für deren Bewältigung beeinflussen
- die Suche nach Möglichkeiten, wie man Rückfällen vorbeugen kann (medikamentös und/oder psychotherapeutisch)
- epidemiologische Fragestellungen zur Verbreitung und Häufigkeit von Abhängigkeiten.

### Deutschland
Seit dem Grundsatzurteil des Bundessozialgerichts vom 18. Juni 1968 ist mit der Alkoholabhängigkeit erstmals ein Abhängigkeitssyndrom als Krankheit im Sinne der gesetzlichen Krankenversicherung anerkannt. Sie und andere Kostenträger übernehmen seither die Kosten für die Behandlung von Begleiterkrankungen der Abhängigen sowie für Leistungen zur Rehabilitation, Erhaltung, Besserung und Wiederherstellung der Erwerbsfähigkeit.
Der erste Lehrstuhl für Abhängigkeitserkrankungen in Deutschland wurde 1999 am Zentralinstitut für Seelische Gesundheit in Mannheim eingerichtet.

## Begriffe

### Entwicklung des Fachbegriffs
Im offiziellen Sprachgebrauch der Weltgesundheitsorganisation (WHO) existierte der Begriff Sucht von 1957 bis 1963. Danach wurde er zunächst durch die beiden Begriffe Missbrauch und Abhängigkeit ersetzt. Schließlich wurde nach 1969 das Missbrauchskonzept zugunsten vier definierter Klassen des Gebrauchs verworfen:
1. Unerlaubter Gebrauch ist ein von der Gesellschaft nicht tolerierter Gebrauch.
2. Gefährlicher Gebrauch ist ein Gebrauch mit wahrscheinlich schädlichen Folgen für den Konsumenten.
3. Dysfunktionaler Gebrauch liegt vor, wenn psychische oder soziale Anforderungen beeinträchtigt sind.
4. Schädlicher Gebrauch hat bereits schädliche Folgen (Zellschäden, psychische Störung) hervorgerufen.

Diese Bezeichnungen haben in die von der WHO herausgegebene ICD-10 Eingang gefunden, allerdings findet sich im US-amerikanischen Diagnostic and Statistical Manual of Mental Disorders-IV (DSM-IV) nach wie vor die Bezeichnung „Missbrauch“. Aufgrund dieser WHO-Klassifikation sind missbräuchliche und abhängige Konsummuster im sozial-rechtlichen Sinne Krankheiten mit Rechtsstatus.
Der professionelle und wissenschaftliche Sprachgebrauch in den Bereichen Medizin, Psychiatrie, Psychologie und Soziale Arbeit bevorzugt mittlerweile die Formulierungen des ICD-10 und spricht von Abhängigkeit und speziell vom Abhängigkeitssyndrom für substanzgebundene Abhängigkeiten. Die Vermeidung des Terminus Sucht sollte die Stigmatisierung Erkrankter vermeiden und deutlich machen, dass es sich bei Abhängigkeiten um Krankheiten handelt. Die Begrenzung des Abhängigkeitssyndroms auf stoffliche Abhängigkeiten macht zudem auf Unterschiede zu nichtstofflichen Abhängigkeiten aufmerksam; dieser Begriff ist damit differenzierter als Sucht, welche sowohl stoffliche als auch nichtstoffliche Abhängigkeiten umfasst.
In der American Psychiatric Association war die Ersetzung durch „Abhängigkeitssyndrom“ umstritten. Gegen die Verwendung des Suchtbegriffs wurde die damit einhergehende Stigmatisierung jener Betroffenen vorgebracht, die Medikamente, welche das Zentralnervensystem beeinflussen, einnehmen und damit nach der damals geltenden Definition als „süchtig“ galten. Der Begriff Sucht wurde von der American Psychiatric Association bis 1987 im DSM-III für das Abhängigkeitssyndrom verwendet.

### Psychische und physische Abhängigkeit
Nach der Definition der WHO ist die psychische Abhängigkeit ein Bedürfnis bis hin zu einem zwanghaften Drang nach periodischem oder dauerndem Konsum der Droge (bzw. nach Ausführung eines Suchtverhaltens bei stoffungebundenen Suchten), um ein Lustgefühl zu erlangen und/oder ein Unlustgefühl zu vermeiden. Dieser innere Zwang gilt als das wesentliche Kriterium einer Abhängigkeitserkrankung. Die physische Abhängigkeit ist eine körperliche Reaktion des Dauerkonsumenten, die zu einer körperlichen Toleranz gegenüber der Drogen-Wirkung führt und beim Absetzen der Substanz Entzugssymptome hervorruft.
Die WHO-Kriterien für Abhängigkeit im ICD-10 sind
„
1. ein starker Wunsch oder eine Art Zwang, Substanzen oder Alkohol zu konsumieren.
2. Verminderte Kontrollfähigkeit bezüglich des Beginns, der Beendigung und der Menge des Substanz- oder Alkoholkonsums.
3. Substanzgebrauch mit dem Ziel, Entzugssymptome zu mildern.
4. Ein körperliches Entzugssyndrom.
5. Nachweis einer Toleranz: Um die ursprünglich durch niedrige Dosen erreichten Wirkungen der Substanz hervorzurufen, sind zunehmend höhere Dosen erforderlich.
6. Ein eingeengtes Verhaltensmuster im Umgang mit Alkohol oder der Substanz, wie zum Beispiel die Tendenz, Alkohol an Werktagen wie an Wochenenden zu trinken und die Regeln eines gesellschaftlich üblichen Trinkens außer Acht zu lassen.
7. Fortschreitende Vernachlässigung anderer Vergnügen oder Interessen zugunsten des Substanzkonsums.
8. Anhaltender Substanz- oder Alkoholkonsum trotz Nachweises eindeutiger schädlicher Folgen. Diese können körperlicher, sozialer oder psychischer Art sein.

Die psychische Abhängigkeit wird durch die unter Punkt 1 und 2 genannten Kriterien beschrieben. Die körperliche Abhängigkeit ist durch die unter 3, 4, und 5 genannten Kriterien gekennzeichnet.“
| Substanztyp         | Toleranzentwicklung | psychische Abhängigkeit | körperliche Abhängigkeit |
| ------------------- | ------------------- | ----------------------- | ------------------------ |
| Cannabis            | (+)                 | ++                      | (+)                      |
| Mescalin            | +                   | ++                      | −                        |
| Weckamine           | +                   | ++                      | −                        |
| Kokain              | − (?)               | +++                     | (+)                      |
| Alkohol/Barbiturate | +                   | ++                      | ++                       |
| Morphin             | ++                  | +++                     | +++                      |
| Nikotin             | ++                  | +++                     | ++                       |

### Substanzverlangen
Substanzverlangen oder Craving (engl. Begierde, Verlangen) ist ein Fachbegriff aus der Suchtmedizin. Craving oder constant craving umschreibt das kontinuierliche und nahezu unbezwingbare Verlangen eines Suchtkranken, sein Suchtmittel (Alkohol, Tabak, sonstige Drogen) zu konsumieren.
Craving ist das zentrale Moment des Abhängigkeits- und Entzugssyndroms. Es hat seine neurobiologische Grundlage in der Sensitivierung des Belohnungssystems im Gehirn, des mesolimbischen Systems.
Auch die Gier nach fetten und süßen Speisen bei Adipositas wird als „Craving“ bezeichnet.

### Sucht

#### Etymologie
Das Wort „Sucht“ (germanisch suhti-, althochdeutsch suht, suft, mittelhochdeutsch suht) geht auf „siechen“ (ahd. siuchan, mhd. siechen) zurück, das Leiden an einer Krankheit bzw. Funktionsstörung. Im heutigen Sprachgebrauch ist das Adjektiv „siech“ (vergleiche auch engl. sick, ndl. ziek) nur noch regional gebräuchlich.
Bereits 1888 definierte Meyers Konversationslexikon „Sucht“ als ein in der Medizin veraltetes Wort, das früher ganz allgemein Krankheit (lateinisch Morbus) oder Leiden bedeutete, z. B. in Schwindsucht, Wassersucht, Fettsucht, Fallsucht, Gelbsucht und Magersucht. So war etwa ein „Wassersüchtiger“ nicht süchtig nach Wasser, sondern litt an Wassereinlagerungen (Ödemen).
Diese historischen Krankheitsbezeichnungen beschrieben meist nur das auffälligste Symptom. Der Schwindsüchtige „schwindet dahin“, im Wassersüchtigen sammelt sich Wasser, der Fettsüchtige ist zu fett, der Gelbsüchtige verfärbt sich gelb, der Trunksüchtige trinkt zu viel, der Magersüchtige ist abgemagert. Durch Verwendungen wie Tobsucht und Mondsucht wurde Sucht auch als krankhaftes Verlangen verstanden. Daraus entstand im 20. Jahrhundert der moderne Suchtbegriff im Sinne von Abhängigkeit. Anfänglich bezog er sich, bei C. v. Brühl-Cramer 1819, nur auf die Trunksucht (Alkoholkrankheit). Später wurden auch andere Abhängigkeiten als Sucht bezeichnet. So ist seit 1829 bei Christoph Wilhelm Hufeland die „Opiumsucht“ – im 18. Jahrhundert noch „Knechtschaft“ (servitus) genannt – belegt.
Das mittelhochdeutsche Kollektivum Gesücht bzw. gesühte (auch gesucht) bezeichnete anfallsweise wiederkehrende Leiden wie die Fallsucht bzw. Epilepsie, Gicht bzw. Arthritis usw.

#### Umgangssprachliche Verwendung
In der Umgangssprache wird von dem Beobachter ein, seiner Meinung nach, krankhaftes, übermäßiges oder zwanghaftes Verhalten oder Gebrauch von Substanzen als Sucht bezeichnet. „Süchtig nach Ruhm“, „Süchtig nach Schokolade“ oder ähnliche Redewendungen sind von Definitionen der Abhängigkeit im medizinischen Sinne z. B. nach den Kriterien der WHO zu unterscheiden.

### Sichtweise der Physiologie

#### Neurowissenschaften
In den Neurowissenschaften wird eine Unterscheidung zwischen psychischer und physischer Abhängigkeit nicht vorgenommen. Hier wird jede Art der Abhängigkeit auf Veränderungen im Gehirn zurückgeführt, und zwar sowohl auf mikroanatomischer (zellulärer) als auch auf funktioneller Ebene. Diese Veränderungen werden Sensitivierung genannt.

#### Weltgesundheitsorganisation (WHO)
Die WHO-Fachgruppe Drogen mit Suchtpotential hat in ihrem Bericht über ihre zweite Konferenz, 1950 in Genf, erstmals die Begriffe psychische und körperliche Abhängigkeit aufgenommen. Dieselbe Fachgruppe – nunmehr unter dem Namen Drogenabhängigkeit – hat dann in ihrem Bericht über ihre 28. Konferenz, 1992 in Genf, empfohlen, nicht länger einen Unterschied zu machen zwischen psychischer und körperlicher Abhängigkeit. Als Gründe hierfür wurden genannt: die Unterscheidung sei in der medizinischen Praxis schwierig umzusetzen oder sogar verwirrend („confusing“); die Unterscheidung stimme nicht überein mit der gegenwärtigen Sichtweise, dass alle Drogeneffekte auf ein Individuum potentiell biologisch zu verstehen seien.
In einer sozialwissenschaftlichen Übersicht von 2014 zur Geschichte des Verständnisses von Sucht und Abhängigkeit wurde das Umschwenken der WHO 1992 zur Frage der Unterscheidung zwischen psychischer und körperlicher Abhängigkeit auf den zunehmenden Einfluss der Neurowissenschaften zurückgeführt: „However, by the 1990s the growing influence of neuroscience made the physiological/psychological distinction seem a form of outmoded dualism.“

### Kritik
Kritik am Begriff der Abhängigkeit umfasst die sprachliche Gleichsetzung von medizinisch betreuten Patienten, mit vorrangig körperlicher Abhängigkeit (z. B. Schmerzpatienten unter Morphiumbehandlung) und auch stark psychisch Abhängigen, wie Heroinabhängigen oder Alkoholikern. Diese sei irreführend und hinderlich: Sie rufe bei Schmerzpatienten Angst vor dem Vollbild der körperlichen und psychischen Abhängigkeit hervor. Im Zuge der Ausarbeitung der aktuellen Version des „Diagnostic and Statistical Manual of Mental Disorders“ (DSM) von der American Psychiatric Association wurde über die Wiederaufnahme des Suchtbegriffs nachgedacht.